# Xanthopimpla exigua
Xanthopimpla exigua là một loài tò vò trong họ Ichneumonidae.